# Zawiya (islam)

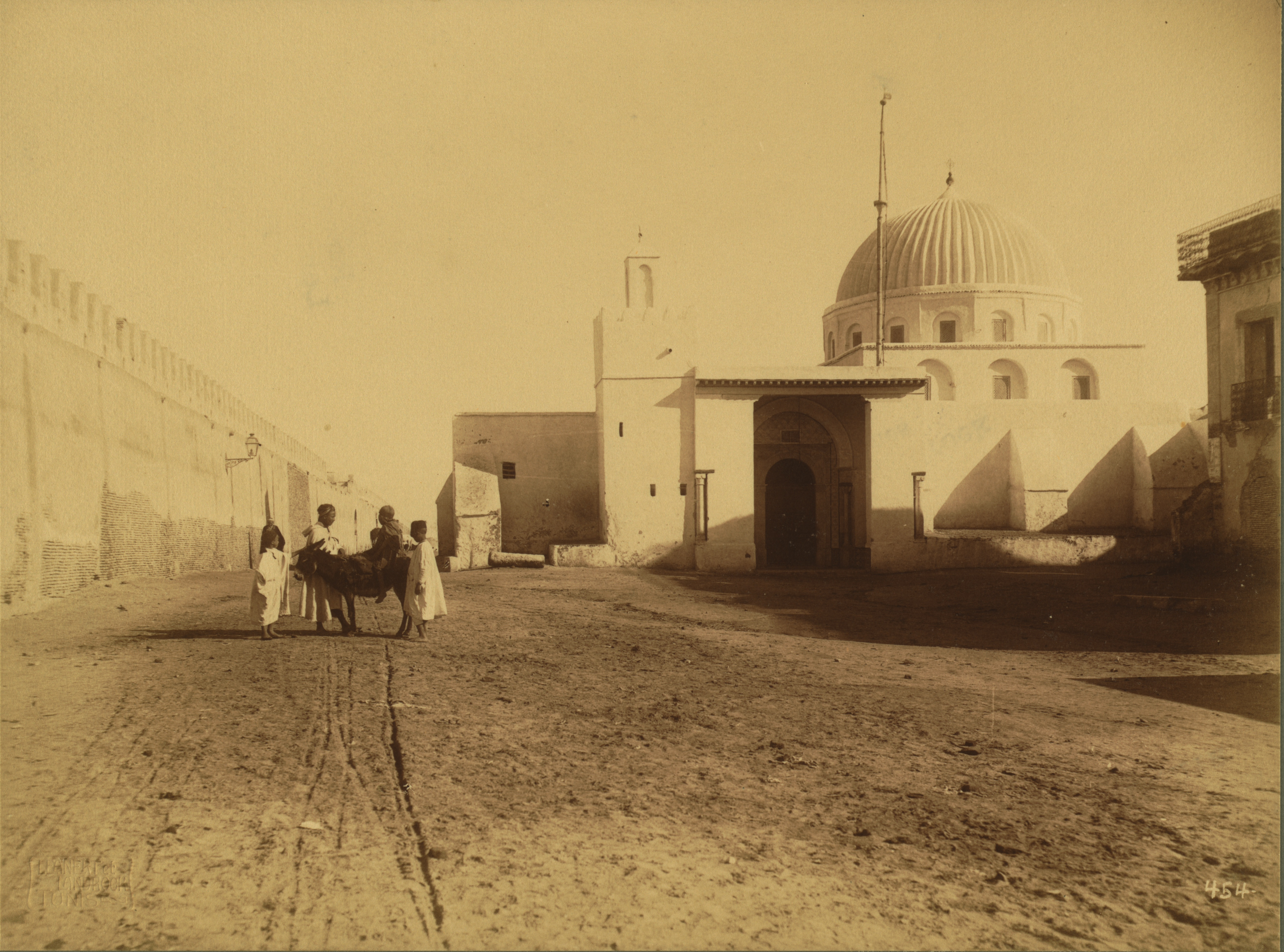
Een zawiya naast de stadswal van Kairouan in Tunesië.

Zawiya is Arabisch voor een klooster, verzamelplaats en/of leerschool voor soefi's.
Een zaouïa worden geleid door een Muqaddam.
Andere benamingen voor een zawiya zijn:
- Tekké (in Turkije)
- Khanqah (in Centraal-Azië).

De Libische stad Zawia is vernoemd naar het begrip